# Équipe de Belgique de football en 1936
Maillots
Chronologie
Saison précédente Saison suivante
Curieuse saison pour l'équipe de Belgique de football en 1936 qui la voit d'abord subir trois défaites de rang avant de redresser la barre grâce à deux nuls et surtout une victoire retentissante qui reste aussi, encore aujourd'hui, l'une des plus prestigieuses des Diables Rouges.

## Résumé de la saison

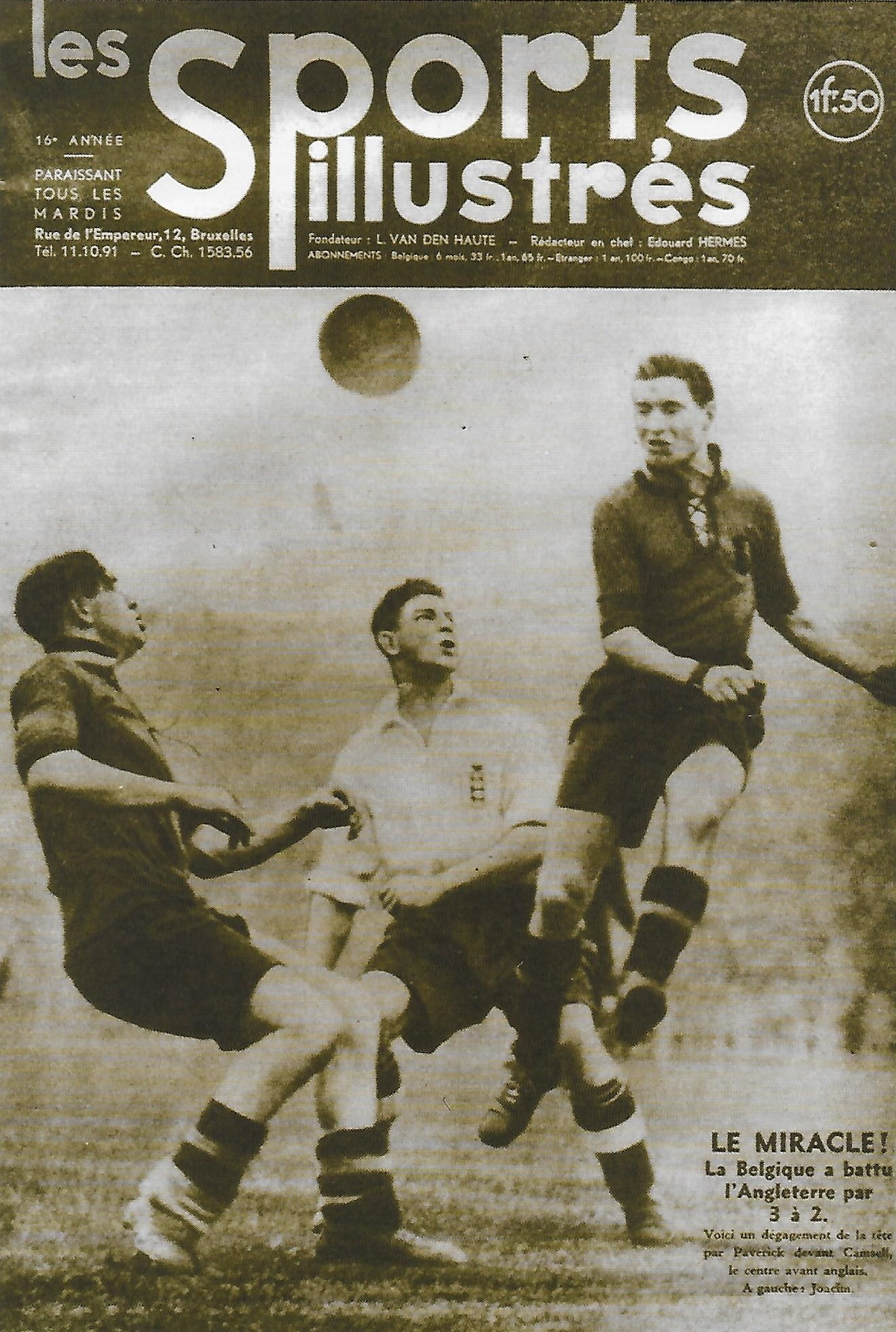
Couverture de la revue "Les Sports Illustrés", éditée à l'époque par le COIB et aujourd'hui disparue, après la victoire face à l'Angleterre.

En février, le comité exécutif de la fédération décida que les joueurs de toutes les équipes sélectionnées par l'Union Belge seraient dorénavant soumis à un examen médical approfondi huit jours avant chaque match international.
L'entraîneur Jack Butler avait progressivement instauré en sélection la tactique du WM qu'il appliquait aussi en club avec le Daring. L'adaptation fut loin d'être tout de suite parfaite et la Belgique fut d'abord très nettement dominée par la Pologne au Heysel (0-2) puis par la France à Colombes (3-0) avant de se déplacer aux Pays-Bas fin mars.
Ce fut l'occasion pour les Oranje d'humilier (8-0) une seconde fois leurs voisins en deux ans,, après le (9-3) du 11 mars 1934, en leur infligeant au passage leur plus lourde défaite des faces-à-faces entre les deux nations depuis le (7-0) de 1910. L'entraîneur, Mister Jack, avait auparavant crée à Molenbeek le rôle de « stoppeur », en obligeant celui qu'on appelait le center half (ou médian central) à se tenir sur la même ligne que les deux full backs (ou arrières latéraux), et avait demandé à l'occasion de cette rencontre au Beerschotman Pierre Meuldermans d'occuper ce poste. Celui-ci ne fut clairement pas à son aise ni à son avantage, et se demanda longtemps quelle place il occupait réellement, ce qui permit à l'avant garde néerlandaise de s'en donner à cœur joie et notamment à Beb Bakhuys, l'un des joueurs néerlandais clés de l'époque, d'inscrire un triplé, son second face aux Belges. Bakhuys inscrit 28 buts en 23 matchs en équipe des Pays-Bas entre 1928 et 1937, ce qui représente une moyenne de 1,22 but par match, et dont pas moins de 13 seront inscrits contre la Belgique.
En 1935 et 1936, jugeant que le stade de l'Antwerp n'avait plus la capacité suffisante, le comité exécutif avait offert le derby des plats pays à Bruxelles. La ville d'Anvers se vexa et entreprit l'agrandissement du Bosuil à Deurne qui récupéra ce duel de prestige dès l'année suivante lorsque, devant 48 000 spectateurs, la Hollande y fut défaite (2-1) en présence du Premier ministre Paul Van Zeeland.
C'est donc au Heysel que la Belgique accueillit les Pays-Bas cette année-là pour la seconde manche du traditionnel double-duel qui s'acheva sur un nul (1-1), arraché à la dernière minute par les Diables Rouges, avec des buts des deux stars des équipes respectives :  Raymond Braine et Beb Bakhuys.
Une semaine plus tard, le 9 mai 1936 allait être une date à marquer d'une pierre blanche dans l'histoire du football belge. La Belgique allait en effet défaire l'Angleterre au bout d'un match où tous les buts furent inscrits dans la dernière demi-heure. Il est difficile aujourd'hui d'imaginer la portée d'un succès contre les maîtres absolus du football mondial de l'époque, battus (3-2) au Heysel, à l'issue d'une rencontre de très haute qualité qualifiée de miracle par la presse. Les internationaux belges furent portés en triomphe par une foule en délire et ce résultat eu un retentissement mondial, effaçant par la même occasion la médaille olympique conquise en 1920. L'équipe belge, invitée partout à la suite de cette victoire, aurait pu varier ses confrontations et prester, entre autres, aux Indes néerlandaises ou recevoir l'Uruguay mais les dirigeants de la fédération refusèrent la plupart des invitations.
C'est la même équipe à une seule exception près, Philibert Smellinckx récupérant sa place et par la même occasion son brassard de capitaine au détriment de Constant Joacim, qui partage l'enjeu (1-1) contre la Nati quinze jours plus tard.
Le football faisait également son grand retour aux Jeux olympiques de Berlin, entièrement dédiés à la propagande nazie, mais la Belgique n'allait pas participer à un tournoi qui, depuis l'introduction de la Coupe du monde et de son aura grandissante, avait perdu beaucoup de son intérêt.

## Les matchs
| Match amical                                                     | Belgique | 0 - 2   | Pologne           | Stade du Centenaire Laeken, Belgique                   |                                                        |
| 16 février 1936 · 14:30 heure locale · Historique des rencontres |          | (0 – 1) | Piec 3e · Gad 76e | Spectateurs : 12 000 Arbitrage : Walter Lewington (hu) | Spectateurs : 12 000 Arbitrage : Walter Lewington (hu) |
| 16 février 1936 · 14:30 heure locale · Historique des rencontres | Rapport  |         |                   | Spectateurs : 12 000 Arbitrage : Walter Lewington (hu) | Spectateurs : 12 000 Arbitrage : Walter Lewington (hu) |

| Match amical                                                 | France                     | 3 - 0   | Belgique | Stade olympique Yves-du-Manoir Colombes, France |                                               |
| 8 mars 1936 · 15:00 heure locale · Historique des rencontres | Courtois 37e 54e · Rio 48e | (1 – 0) |          | Spectateurs : 35 000 Arbitrage : Peco Bauwens   | Spectateurs : 35 000 Arbitrage : Peco Bauwens |
| 8 mars 1936 · 15:00 heure locale · Historique des rencontres | Rapport                    |         |          | Spectateurs : 35 000 Arbitrage : Peco Bauwens   | Spectateurs : 35 000 Arbitrage : Peco Bauwens |

| Match amical                                                  | Pays-Bas                                                                  | 8 - 0   | Belgique | Stade olympique Amsterdam, Pays-Bas           |                                               |
| 29 mars 1936 · 14:30 heure locale · Historique des rencontres | Drok 1re · Smit 25e · Bakhuys 27e 38e 85e · van Nellen 74e 88e · Wels 80e | (4 – 0) |          | Spectateurs : 32 000 Arbitrage : Percy Harper | Spectateurs : 32 000 Arbitrage : Percy Harper |
| 29 mars 1936 · 14:30 heure locale · Historique des rencontres | Rapport                                                                   |         |          | Spectateurs : 32 000 Arbitrage : Percy Harper | Spectateurs : 32 000 Arbitrage : Percy Harper |

| Match amical                                                | Belgique      | 1 - 1   | Pays-Bas    | Stade du Centenaire Laeken, Belgique                 |                                                      |
| 3 mai 1936 · 15:30 heure locale · Historique des rencontres | R. Braine 89e | (0 – 1) | Bakhuys 25e | Spectateurs : 55 000 Arbitrage : Arthur James Jewell | Spectateurs : 55 000 Arbitrage : Arthur James Jewell |
| 3 mai 1936 · 15:30 heure locale · Historique des rencontres | Rapport       |         |             | Spectateurs : 55 000 Arbitrage : Arthur James Jewell | Spectateurs : 55 000 Arbitrage : Arthur James Jewell |

| Match amical                                                | Belgique                        | 3 - 2   | Angleterre                    | Stade du Centenaire Laeken, Belgique                  |                                                       |
| 9 mai 1936 · 17:00 heure locale · Historique des rencontres | Isemborghs 62e 82e · Fievez 84e | (0 – 0) | Camsell 56e · Hobbis (en) 88e | Spectateurs : 40 000 Arbitrage : Johannes van Moorsel | Spectateurs : 40 000 Arbitrage : Johannes van Moorsel |
| 9 mai 1936 · 17:00 heure locale · Historique des rencontres | Rapport                         |         |                               | Spectateurs : 40 000 Arbitrage : Johannes van Moorsel | Spectateurs : 40 000 Arbitrage : Johannes van Moorsel |

| Match amical                                                 | Suisse            | 1 - 1   | Belgique    | Landhof Bâle, Suisse                             |                                                  |
| 24 mai 1936 · 15:00 heure locale · Historique des rencontres | Paverick 3e (csc) | (1 – 0) | Capelle 71e | Spectateurs : 20 000 Arbitrage : Lucien Leclercq | Spectateurs : 20 000 Arbitrage : Lucien Leclercq |
| 24 mai 1936 · 15:00 heure locale · Historique des rencontres | Rapport           |         |             | Spectateurs : 20 000 Arbitrage : Lucien Leclercq | Spectateurs : 20 000 Arbitrage : Lucien Leclercq |

## Les joueurs
| Joueurs                  | Joueurs                   | Amical | Amical | Amical | Amical | Amical | Amical |
| ------------------------ | ------------------------- | ------ | ------ | ------ | ------ | ------ | ------ |
| Gardiens de but          |                           |        |        |        |        |        |        |
| Robert Braet             | RCS Brugeois              | 90     | 90     |        |        |        |        |
| Frans Christiaens        | K Liersche SK             |        |        | 80e    |        |        |        |
| Arnold Badjou            | Daring Club de Bruxelles  |        |        | 80e    | 90     | 90     | 90     |
| Défenseurs               |                           |        |        |        |        |        |        |
| Robert Paverick          | Royal Antwerp FC          | 90     | 90     | 90     | 90     | 90     | 90     |
| Philibert Smellinckx     | Union Saint-Gilloise      | 90     | 90     | 90     | 90     |        | 90     |
| Constant Joacim          | Olympic Club de Charleroi |        |        |        |        | 90     |        |
| Milieux                  |                           |        |        |        |        |        |        |
| Pierre Dalem             | Standard de Liège         | 90     | 90     | 90     | 90     | 90     | 90     |
| Émile Stijnen            | Olympic Club de Charleroi | 90     | 90     |        | 90     | 90     | 90     |
| Jean Claessens           | Union Saint-Gilloise      | 90     | 90     |        |        |        |        |
| Jean Jamers              | RFC Montegnée             | 90     |        |        |        |        |        |
| Pierre Meuldermans       | R Beerschot AC            |        |        | 90     |        |        |        |
| Paul Henry               | Daring Club de Bruxelles  |        |        | 90     |        |        |        |
| Alphonse De Winter       | R Beerschot AC            |        |        |        | 90     | 90     | 90     |
| Attaquants               |                           |        |        |        |        |        |        |
| Jacques Van Caelenberghe | Union Saint-Gilloise      | 90     |        |        |        |        |        |
| Jean Brichaut            | Standard de Liège         | 90     |        |        |        |        |        |
| Jean Capelle             | Standard de Liège         | 90     |        | 90     | 90     | 90     | 90     |
| Bernard Voorhoof         | K Liersche SK             | 90     | 90     | 90     |        |        |        |
| Louis Versyp             | RFC Brugeois              |        | 90     |        |        |        |        |
| Marius Mondelé           | Daring Club de Bruxelles  |        | 90     |        |        |        |        |
| John Lodts               | Royal Antwerp FC          |        | 90,    |        |        |        |        |
| François De Deken        | Royal Antwerp FC          |        | 90,    |        |        |        |        |
| François De Vries        | Royal Antwerp FC          |        |        | 90     |        |        |        |
| Albert De Deken          | Royal Antwerp FC          |        |        | 90,    |        |        |        |
| Henri Isemborghs         | R Beerschot AC            |        |        | 90     | 90     | 90     | 90     |
| Jean Fievez              | RCS La Forestoise         |        |        |        | 90     | 90     | 90     |
| Robert Lamoot            | Daring Club de Bruxelles  |        |        |        | 90     | 90     | 90     |
| Raymond Braine           | AC Sparta Prague          |        |        |        | 90     |        |        |
| Antoine Franckx          | KM Lyra                   |        |        |        |        | 90     | 90     |

1. 1 2 3 4 5 6 7 8 9 10 11  Dernière sélection officielle pour le joueur.
2. 1 2 3 4 5 6 7  Première sélection officielle pour le joueur.
3. ↑  Premier but officiel pour le joueur.

## Sources